# Leptonychia semlikensis
Leptonychia semlikensis är en malvaväxtart som beskrevs av Adolf Engler. Leptonychia semlikensis ingår i släktet Leptonychia och familjen malvaväxter. Inga underarter finns listade i Catalogue of Life.